# Aeroportul Internațional Bagdad
Aeroportul Internațional Bagdad (în arabă مطار بغداد الدولي) (IATA: BGW, ICAO: ORBI) este un aeroport din Bagdad, Bagdad, Irak ce deservește zona Mansour⁠(d). Aeroportul a fost tranzitat în 2019 de 3.797.413 pasageri. A fost deschis în 1982 și numit după Bagdad.
Situat la o altitudine de 34 m, aeroportul dispune de 2 piste. Este operat de United States Air Force.

## Infrastructură

### Piste
Aeroportul dispune de 2 piste. Pista 15R/33L are suprafața de beton și dimensiunile 3.301 m × 45 m. Pista 15L/33R are suprafața de beton și dimensiunile 4.000 m × 60 m. 